# 1723
1723 (MDCCXXIII) byl rok, který dle gregoriánského kalendáře započal pátkem.

## Události
- 5. září – V Praze byl korunován na českého krále Karel VI.
- 12. září – V Petrohradu byla mírovou smlouvou po roce ukončena Rusko-perská válka. Smlouva přiznala Rusku územní zisky na západním a jižním pobřeží Kaspického moře.
- Architekt Václav Render dostavěl mariánský sloup v Olomouci.

### Probíhající události
- 1722–1723 – Rusko-perská válka

## Narození

### Česko
- 10. prosince – Jan Tržil, purkmistr Martínkova a jeden z vůdců selského povstání († 6. listopadu 1775)
- neznámé datum – Martin Krupka, barokní sochař († 1778)

### Svět

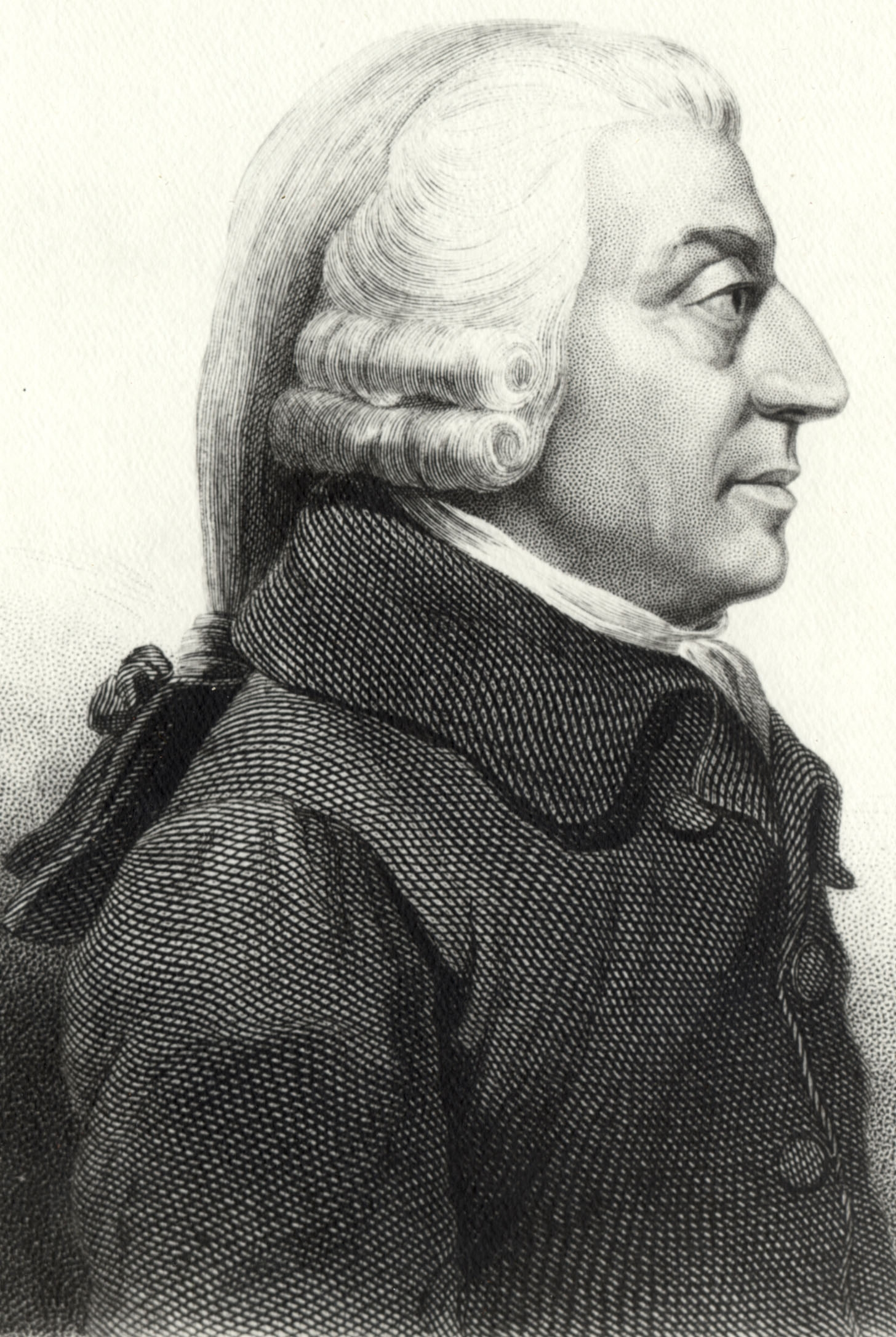
Adam Smith (* 5. června)

- 14. ledna – Rajmund Volfgang Manner, rakouský šlechtic, velkostatkář na Moravě († 26. září 1788)
- 12. února – Carlo Chiabrano, italský houslista a skladatel
- 17. února – Tobias Mayer, německý astronom, autor map Měsíce († 20. února 1762)
- 5. března – Marie Hannoverská, hesensko-kasselská lankraběnka († 14. ledna 1772)
- 18. března – Daniel Itzig, německý židovský obchodník a bankéř († 17. května 1799)
- 31. března – Frederik V., dánský a norský král († 13. ledna 1766)
- 12. dubna – Franz Anton Bustelli, německý keramik († 18. dubna 1763)
- 30. dubna – Mathurin Jacques Brisson, francouzský zoolog a fyzik († 23. června 1806)
- 3. června – Giovanni Antonio Scopoli, rakouský lékař a přírodovědec († 8. května 1788)
- 5. června – Adam Smith, skotský ekonom, zakladatel moderní ekonomie († 17. července 1790)
- 20. června – Adam Ferguson, skotský filosof, sociolog a historik († 22. února 1816)
- 11. července – Karolína Luisa Hesensko-Darmstadtská, bádenská markraběnka a amatérská umělkyně († 8. dubna 1783)
- 16. července – Joshua Reynolds, anglický malíř († 23. února 1792)
- 9. listopadu – Anna Amálie Pruská, německá skladatelka († 30. března 1787)
- 8. prosince – Paul Heinrich Dietrich von Holbach, francouzský přírodovědec († 21. ledna 1789)
- 22. prosince – Carl Friedrich Abel, německý skladatel († 20. června 1787)
- neznámé datum – Ercole del Rio, italský šachista († 23. května 1802)

## Úmrtí

### Česko
- 10. dubna – Leopold Šlik z Holíče a Pasounu, nejvyšší kancléř Českého království (* 10. června 1663)
- 21. září – Jan Miller, jezuitský teolog, rektor univerzity v Olomouci (* 17. září 1650)
- 7. prosince – Jan Blažej Santini-Aichel, architekt (* 3. února 1677)

### Svět

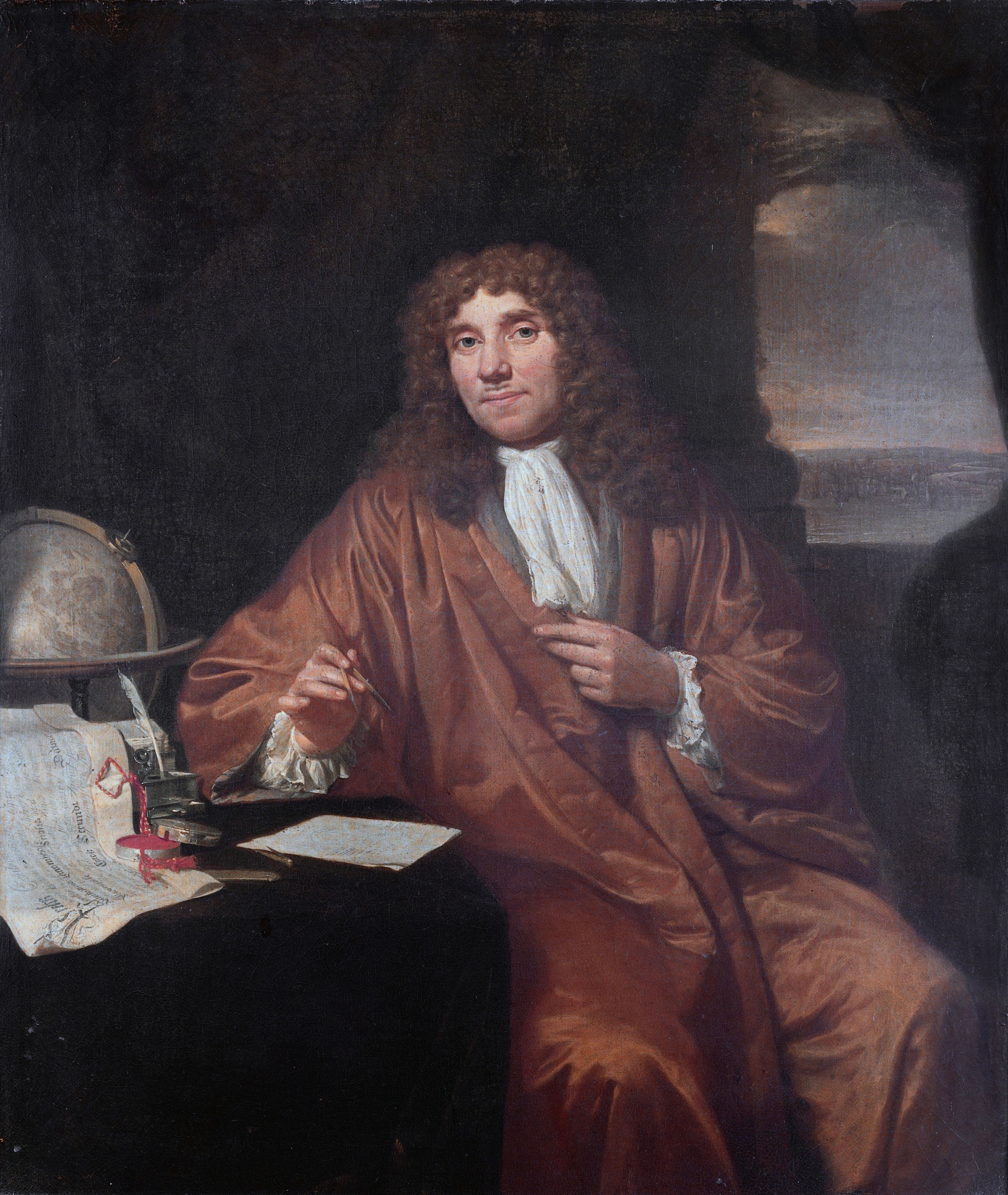
Antoni van Leeuwenhoek († 27. srpna)

- 7. února – Carlo Francesco Pollarolo, italský varhaník a hudební skladatel (* okolo 1653)
- 10. února – Eleonora Barbora z Thun-Hohenštejna, kněžna z Lichtenštejna (* 4. května 1661)
- 25. února – Sir Christopher Wren, anglický architekt (* 20. října 1632)
- 15. března – Johann Christian Günther, německý básník (* 8. dubna 1695)
- 5. dubna – Johann Bernhard Fischer, rakouský barokní architekt (* 20. června 1656)
- 11. května – Jean Galbert de Campistron, francouzský spisovatel a dramatik (* 1656)
- 12. června – Afife Kadın, manželka osmanského sultána Mustafy II. (* 1685)
- 10. srpna – Guillaume Dubois, francouzský kardinál a politik (* 6. září 1656)
- 21. srpna – Dimitrie Cantemir, rumunský politik, učenec a spisovatel (* 26. října 1673)
- 27. srpna – Antoni van Leeuwenhoek, nizozemský obchodník, zeměměřič, přírodovědec a průkopník mikroskopie (* 24. října 1632)
- 13. října – Praskovja Fjodorovna Saltykovová, ruská carevna, manželka Ivana V. (* 12. října 1664)
- 31. října – Cosimo III. Medicejský, toskánský velkovévoda (* 14. srpna 1642)
- 2. prosince – Filip II. Orleánský, regent v době nezletilosti francouzského krále Ludvíka XV. (* 2. srpna 1674)

## Hlavy států
- Dánsko-Norsko – Frederik IV. (1699–1730)
- Francie – Ludvík XV. (1715–1774)
- Habsburská monarchie – Karel VI. (1711–1740)
- Osmanská říše – Ahmed III. (1703–1730)
- Polsko – August II. (1709–1733)
- Portugalsko – Jan V. (1706–1750)
- Prusko – Fridrich Vilém I. (1713–1740)
- Rusko – Petr I. (1682–1725)
- Španělsko – Filip V. (1700–1724)
- Švédsko – Frederik I. (1720–1751)
- Velká Británie – Jiří I. (1714–1727)
- Papež – Inocenc XIII. (1721–1724)
- Japonsko – Nakamikado (1709–1735)
- Perská říše – Tahmásp II. (1722–1732)